# Buxton
Buxton è una cittadina di 25 000 abitanti della contea del Derbyshire, in Inghilterra.

## Amministrazione

### Gemellaggi
- Oignies
- Bad Nauheim
- Quito